# 日本の小中一貫校
日本の小中一貫校（にほんのしょうちゅういっかんこう）は、小中一貫教育を施す日本の学校である。小学校と中学校の教育を統合した公立の小中一貫校が各地で徐々に開校してきている。

## 公立の小中一貫校
中高一貫校と異なり、設置者が同じ市町村であることが多いため新設或いは既存の小中学校を改編する形で設置しやすい。

### 義務教育学校
義務教育学校とは、学校教育法の改正により2016年に新設された制度。小学校課程から中学校課程まで義務教育を一貫して一つの学校で行う。国公私立いずれも設置が可能。

### 併設型小中一貫校
同じ設置者（市町村）が小学校と中学校を併設し、接続して小中一貫教育を行うもの。特徴は他の小学校からもその中学校に進学できることである。中学校では内部進学生と外部進学生が切磋琢磨して学校生活を送る。
基本的に併設されている小学校の児童はそのまま中学校に進学するが、国立中学校や私立中学校、都道府県立中学校、中等教育学校を受験する道は閉ざされていない。

### 連携型小中一貫校
主に、地域の結びつきの強い中学校とその地域の小学校が連携して取り組む事例が多い。小学校の教師が中学校の授業を受け持ったり、中学校の教師が小学校の授業に参加し、小学校の教育内容の理解を深めたりする。また、小中学校が合同で行事を行ったりすることで児童生徒同士が交流を深めている。
ただし、国立中学校や私立中学校、都道府県立中学校などに進学する者や連携小学校以外からも児童が入学してくるため、他のタイプに比べて大幅なカリキュラムの変更ができないという欠点がある。

## 日本の小中一貫校の一覧

### 国立学校

#### 北海道
- 北海道教育大学附属旭川小学校・中学校
- 北海道教育大学附属釧路義務教育学校
- 北海道教育大学附属札幌小学校・中学校
- 北海道教育大学附属函館小学校・中学校

#### 福井県
- 福井大学教育学部附属義務教育学校（義務教育学校）

#### 山梨県
- 山梨大学教育学部附属小学校・中学校

#### 岐阜県
- 岐阜大学教育学部附属小中学校（義務教育学校）

#### 京都府
- 京都教育大学附属京都小中学校（義務教育学校）
- 京都教育大学附属桃山小学校・京都教育大学附属桃山中学校※小中連携

#### 岡山県
- 岡山大学教育学部附属小学校・中学校

#### 広島県
- 広島大学附属東雲小学校・中学校
- 広島大学附属三原幼稚園・小学校・中学校

#### 島根県
- 島根大学教育学部附属義務教育学校（義務教育学校）

### 公立学校

#### 北海道
- 石狩市立厚田学園（義務教育学校）[1]
- 伊達市立大滝徳舜瞥学校（義務教育学校）[1]
- 七飯町立大沼岳陽学校（義務教育学校）[1]
- 七飯町立大沼岳陽学校鈴蘭谷分校（義務教育学校）[1]
- 占冠村立トマム学校（義務教育学校）[1]
- 斜里町立知床ウトロ学校（義務教育学校）[1]
- 湧別町立芭露学園（義務教育学校）[1]
- 北見市立おんねゆ学園（義務教育学校）[1]
- 白糠町立庶路学園（義務教育学校）[1]
- 白糠町立白糠学園（義務教育学校）[1]
- 根室市立歯舞学園（義務教育学校）[1]
- 根室市立海星学校（義務教育学校）
- 根室市立おちいし義務教育学校
- 根室市立厚床小中学校（義務教育学校）
- 中標津町立計根別学園（義務教育学校）[1]
- 沼田町立沼田中学校・沼田町立沼田小学校[1]
- 歌志内市立歌志内学園（義務教育学校）[2]
- 由仁町立由仁中学校・由仁町立由仁小学校[1]
- 雨竜町立雨竜中学校・雨竜町立雨竜小学校[1]
- 当別町立とうべつ学園（義務教育学校）
- 当別町立西当別中学校・当別町立西当別小学校[1]
- 北広島市立東部中学校・北広島市立東部小学校・北広島市立北の台小学校[1]
- 北広島市立西部中学校・北広島市立西部小学校[1]
- 北広島市立大曲中学校・北広島市立大曲小学校・北広島市立大曲東小学校[1]
- 北広島市立西の里中学校・北広島市立西の里中学校陽香分校・北広島市立西の里小学校・北広島市立西の里小学校陽香分校[1]
- 北広島市立広葉中学校・北広島市立双葉小学校[1]
- 北広島市立緑陽中学校・北広島市立緑ヶ丘小学校[1]
- 白老町立白老中学校・白老町立白老小学校[1]
- 安平町立追分中学校・安平町立追分小学校[1]
- 安平町立早来中学校・安平町立早来小学校[1]
- 厚真町立厚真中学校・厚真町立中央小学校[1]
- 厚真町立厚南中学校・厚真町立上厚真小学校[1]
- 様似町立様似中学校・様似町立様似小学校[1]
- 松前町立松前中学校・松前町立大島小学校・松前町立小島小学校・松前町立松城小学校[1]
- 八雲町立落部中学校・八雲町立落部小学校[1]
- 八雲町立野田生中学校・八雲町立東野小学校・八雲町立山越小学校・八雲町立野田生小学校[1]
- 八雲町立八雲中学校・八雲町立浜松小学校・八雲町立八雲小学校・八雲町立山崎小学校[1]
- 八雲町立熊石中学校・八雲町立熊石小学校[1]
- 江差町立江差北中学校・江差町立江差北小学校[1]
- 占冠村立占冠中学校・占冠村立占冠中央小学校[1]
- 名寄市立智恵文中学校・名寄市立智恵文小学校[1]
- 東神楽町立東神楽中学校・東神楽町立東神楽小学校・東神楽町立東聖小学校・東神楽町立忠栄小学校・東神楽町立志比内小学校[1]
- 比布町立比布中央学校（義務教育学校）
- 小清水町立小清水中学校・小清水町立小清水小学校[1]
- 置戸町立置戸中学校・置戸町立置戸小学校[1]
- 幕別町立幕別中学校・幕別町立幕別小学校[1]
- 幕別町立糠内中学校・幕別町立糠内小学校・幕別町立明倫小学校[1]
- 幕別町立札内中学校・幕別町立札内南小学校・幕別町立途別小学校・幕別町立古舞小学校[1]
- 幕別町立札内東中学校・幕別町立白人小学校・幕別町立札内北小学校[1]
- 幕別町立忠類中学校・幕別町立忠類小学校[1]
- 陸別町立陸別中学校・陸別町立陸別小学校[1]
- 白糠町立白糠中学校・白糠町立白糠小学校[1]
- 白糠町立茶路中学校・白糠町立茶路小学校[1]
- 中標津町立広陵中学校・中標津町立中標津東小学校[1]
- 中標津町立中標津中学校・中標津町立中標津小学校・中標津町立丸山小学校[1]
- 音威子府村立音威子府小中学校
  - 音威子府村立音威子府小学校
  - 音威子府村立音威子府中学校
- 函館市立戸井学園（義務教育学校）
- 富良野市立樹海学校（義務教育学校）
- 帯広市立大空学園義務教育学校（義務教育学校）
- 新得町立富村牛小中学校（義務教育学校）

#### 青森県
- むつ市立川内小学校・むつ市立川内中学校[3]
- むつ市立大湊小学校・むつ市立大湊中学校[3]
- 小中一貫三戸学園[4]
  - 三戸町立斗川小学校
  - 三戸町立三戸小学校
  - 三戸町立三戸中学校
- 東通学園[5][注 1]
  - 東通村立東通小学校
  - 東通村立東通中学校

#### 岩手県
- 大槌町立大槌学園（義務教育学校）
- 大槌町立吉里吉里学園
  - 吉里吉里学園小学部
  - 吉里吉里学園中学部
- 盛岡西峰学園
  - 盛岡市立土淵小学校
  - 盛岡市立土淵中学校

#### 宮城県
- 名取市立閖上小中学校（義務教育学校）
- 白石市立小原小学校・白石市立小原中学校（愛称・小原学園）
- 登米市立豊里小中学校
- 栗原市立金成小中学校
- 大崎市立古川西小中学校（義務教育学校）
- 色麻町立色麻学園（義務教育学校）

#### 秋田県
- 小坂町立小坂小学校・小坂町立小坂中学校
- 井川町立井川義務教育学校
- 上小阿仁村立上小阿仁小中学校

#### 山形県
- 新庄市立萩野学園（義務教育学校）
- 新庄市立明倫学園（義務教育学校）
- 山形市立蔵王第三小学校・山形市立蔵王第二中学校[6]
- 山形市立山寺小学校・山形市立山寺中学校
- 小国町立叶水小中学校
- 戸沢村立戸沢学園（義務教育学校）

#### 福島県
- 郡山市立西田学園（義務教育学校）
- 郡山市立湖南小中学校（義務教育学校）
- 須賀川市立小中一貫教育校稲田学園
- 飯舘村立いいたて希望の里学園（義務教育学校）
- 檜枝岐村立檜枝岐小学校・檜枝岐村立檜枝岐中学校
- 大熊町立学び舎ゆめの森（義務教育学校）

#### 茨城県
- 水戸市立国田義務教育学校
- ひたちなか市立美乃浜学園（義務教育学校）
- つくば市立春日学園義務教育学校
- つくば市立秀峰筑波義務教育学校
- つくば市立学園の森義務教育学校
- つくば市立みどりの学園義務教育学校
- 大穂学園[7]
  - つくば市立大穂中学校
  - つくば市立大曽根小学校
  - つくば市立要小学校
  - つくば市立前野小学校
  - つくば市立吉沼小学校
- 桜学園[7]
  - つくば市立桜中学校
  - つくば市立栗原小学校
  - つくば市立九重小学校
  - つくば市立栄小学校
- 桜並木学園[7]
  - つくば市立並木中学校
  - つくば市立桜南小学校
  - つくば市立並木小学校
- 高崎学園[7]
  - つくば市立高崎中学校
  - つくば市立茎崎第一小学校
- 高山学園[7]
  - つくば市立高山中学校
  - つくば市島名小学校
  - つくば市真瀬小学校
- 吾妻学園[7]
  - つくば市立吾妻中学校
  - つくば市立吾妻小学校
- 茎崎学園[7]
  - つくば市立茎崎中学校
  - つくば市立茎崎第二小学校
  - つくば市立茎崎第三小学校
- 輝翔学園[7]
  - つくば市立谷田部中学校
  - つくば市立谷田部小学校
  - つくば市立谷田部南小学校
  - つくば市立柳橋小学校
- 竹園学園[7]
  - つくば市立竹園東中学校
  - つくば市立竹園東小学校
  - つくば市立竹園西小学校
- 洞峰学園[7]
  - つくば市立谷田部東中学校
  - つくば市立小野川小学校
  - つくば市立東小学校
  - つくば市立二の宮小学校
- 豊里学園[7]
  - つくば市立豊里中学校
  - つくば市立今鹿島小学校
  - つくば市立上郷小学校
  - つくば市立沼崎小学校
- 光輝学園[7]
  - つくば市立手代木中学校
  - つくば市立葛城小学校
  - つくば市立手代木南小学校
  - つくば市立松代小学校
- 土浦市立土浦第一中学校・土浦市立土浦小学校・土浦市立土浦第二小学校[8]
- 土浦市立土浦第二中学校・土浦市立真鍋小学校[8]
- 土浦市立土浦第三中学校・土浦市立荒川沖小学校・土浦市立中村小学校・土浦市立乙戸小学校・土浦市立東小学校[8]
- 土浦市立土浦第四中学校・土浦市立下高津小学校・土浦市立土浦第二小学校・土浦市立東小学校[8]
- 土浦市立土浦第五中学校・土浦市立上大津東小学校・土浦市立神立小学校・土浦市立菅谷小学校[8]
- 土浦市立土浦第六中学校・土浦市立大岩田小学校・土浦市立右籾小学校[8]
- 土浦市立都和中学校・土浦市立都和小学校・土浦市立都和南小学校[8]
- 土浦市立新治学園義務教育学校[8]
- 笠間市立みなみ学園義務教育学校
- 桜川市立桃山学園（義務教育学校）
- 河内町立かわち学園（義務教育学校）

#### 栃木県
- 日光市立栗山小中学校
- 日光市立湯西川小中学校

#### 群馬県
- みどり市立東中学校・みどり市立あずま小学校
- 桐生市立黒保根学園
- 太田市立北の杜学園

#### 埼玉県
- 坂戸市立城山小中学校（愛称・城山学園）
- 春日部市立江戸川小中学校（義務教育学校）
- 戸田市立戸田東中学校・戸田市立戸田東小学校

#### 東京都
| - 港区立小中一貫教育校 お台場学園 - 港区立小中一貫教育校 白金の丘学園 - 品川区立日野学園（義務教育学校） - 品川区立伊藤学園（義務教育学校） - 品川区立八潮学園（義務教育学校） - 品川区立荏原平塚学園（義務教育学校） - 品川区立品川学園（義務教育学校） - 品川区立豊葉の杜学園（義務教育学校） - 江東区立有明西学園（義務教育学校） - 渋谷区立渋谷本町学園 - 杉並区立小中一貫教育校杉並和泉学園 - 杉並区立新泉和泉小学校 - 杉並区立和泉中学校 - 杉並区立小中一貫教育校高円寺学園 - 杉並区立高円寺小学校 - 杉並区立高円寺中学校 - 練馬区立小中一貫教育校大泉桜学園 - 練馬区立大泉学園桜小学校 - 練馬区立大泉学園桜中学校 - 足立区立興本扇学園 - 足立区立新田学園 - 葛飾区小中一貫教育校 新小岩学園 - 葛飾区立松上小学校 - 葛飾区立新小岩中学校 - 葛飾区小中一貫教育校 高砂けやき学園 - 葛飾区立高砂小学校 - 葛飾区立高砂中学校 - 八王子市立高尾山学園 - 八王子市立みなみ野小中学校 - 八王子市立加住小中学校 - 八王子市立館小中学校 - 八王子市立いずみの森義務教育学校（義務教育学校） - 町田市立小中一貫ゆくのき学園 - 武蔵岡中学校 - 大戸小学校 - にしみたか学園 - 三鷹市立第二小学校 - 三鷹市立井口小学校 - 三鷹市立第二中学校 - 連雀学園 - 三鷹市立第四小学校 - 三鷹市立第六小学校 - 三鷹市立南浦小学校 - 三鷹市立第一中学校 | - 東三鷹学園 - 三鷹市立第一小学校 - 三鷹市立北野小学校 - 三鷹市立第六中学校 - おおさわ学園 - 三鷹市立大沢台小学校 - 三鷹市立羽沢小学校 - 三鷹市立第七中学校 - 三鷹の森学園 - 三鷹市立第五小学校 - 三鷹市立高山小学校 - 三鷹市立第三中学校 - 三鷹中央学園 - 三鷹市立第三小学校 - 三鷹市立第七小学校 - 三鷹市立第四中学校 - 鷹南学園 - 三鷹市立中原小学校 - 三鷹市立東台小学校 - 三鷹市立第五中学校 - 武蔵村山市立小中一貫校村山学園 - 武蔵村山市立第四小学校 - 武蔵村山市立第二中学校 - 武蔵村山市立小中一貫校大南学園 - 武蔵村山市立第七小学校 - 武蔵村山市立第四中学校 - 檜原村立檜原学園 - 檜原村立檜原小学校 - 檜原村立檜原中学校 - 三根学園 - 八丈町立三根小学校 - 八丈町立富士中学校 - 大賀郷学園 - 八丈町立大賀郷小学校 - 八丈町立大賀郷中学校 - 三原学園 - 八丈町立三原小学校 - 八丈町立三原中学校 - 御蔵島村立御蔵島小中学校 - 小笠原村立母島小中学校 |

#### 千葉県
- 市川市立塩浜学園（義務教育学校）
- 市原市立加茂学園
  - 市原市立加茂小学校
  - 市原市立加茂中学校
- 鴨川市立長狭学園[20]
  - 鴨川市立長狭小学校
  - 鴨川市立長狭中学校
- 成田市立下総みどり学園（義務教育学校）
- 成田市立大栄みらい学園（義務教育学校）
- 流山市立おおたかの森小中学校
- 館山市立房南学園[21]
  - 館山市立房南小学校
  - 館山市立房南中学校
- 長南町立長南小学校・長南町立長南中学校
- 周南小中一貫教育校[22]（施設分離型）
  - 君津市立周南小学校
  - 君津市立周南中学校
- 八千代市立阿蘇米本学園（義務教育学校）

#### 神奈川県
- 川崎市立はるひ野中学校・川崎市立はるひ野小学校
- 川崎市立子母口小学校・川崎市立東橘中学校
- 横浜市立義務教育学校西金沢学園（義務教育学校）
- 横浜市立義務教育学校霧が丘学園（義務教育学校）
- 横浜市立緑園義務教育学校（義務教育学校）
- 横浜市立市場小学校・横浜市立市場小学校けやき分校・横浜市立平安小学校・横浜市立市場中学校[23]
- 横浜市立菅田の丘小学校・横浜市立羽沢小学校・横浜市立菅田中学校[23]
- 横浜市立西前小学校・横浜市立西中学校[23]
- 横浜市立中沢小学校・横浜市立旭中学校[23]
- 横浜市立小田小学校・横浜市立小田中学校[23]
- 横浜市立高田小学校・横浜市立高田東小学校・横浜市立高田中学校[23]
- 横浜市立上郷小学校・横浜市立庄戸小学校・横浜市立上郷中学校[23]
- 相模原市立青和学園（義務教育学校）

#### 新潟県
- 三条市立大崎学園（義務教育学校）
- 三条嵐南学園
  - 三条市立第一中学校
  - 三条市立嵐南小学校
- 一ノ木戸ポプラ学園
  - 三条市立第二中学校
  - 三条市立一ノ木戸小学校
- 三条学園
  - 三条市立第三中学校
  - 三条市立裏館小学校
  - 三条市立上林小学校
- 四つ葉学園
  - 三条市立第四中学校
  - 三条市立井栗小学校
  - 三条市立旭小学校
  - 三条市立保内小学校
- 瑞穂学園
  - 三条市立本成寺中学校
  - 三条市立西鱈田小学校
  - 三条市立月岡小学校
- 三条おおじま学園
  - 三条市立大島中学校
  - 三条市立大島小学校
  - 三条市立須頃小学校
- さかえ学園
  - 三条市立栄中学校
  - 三条市立栄中央小学校
  - 三条市立栄北小学校
  - 三条市立大面小学校
- しただの郷学園
  - 三条市立下田中学校
  - 三条市立長沢小学校
  - 三条市立笹岡小学校
  - 三条市立大浦小学校
  - 三条市立森町小学校
  - 三条市立飯田小学校
- 十日町市立下条小学校・十日町市立下条中学校
- 湯沢学園
  - 湯沢町立湯沢小学校
  - 湯沢町立湯沢中学校

#### 石川県
- 珠洲市立宝立小中学校（義務教育学校）
- 珠洲市立大谷小中学校（義務教育学校）
- 小松市立松東みどり学園 (義務教育学校)

#### 長野県
- 信濃町立信濃小中学校（義務教育学校）
- 佐久穂町立佐久穂小中学校
- 辰野町塩尻市小学校組合立両小野小学校・塩尻市辰野町中学校組合立両小野中学校

#### 岐阜県
- 岐阜市立藍川北学園（義務教育学校）
- 羽島市立桑原学園（義務教育学校）
- 本巣市立根尾学園（義務教育学校）
- 北方町立北学園（義務教育学校）
- 北方町立南学園（義務教育学校）
- 大垣市立上石津学園（義務教育学校）
- 高山市立荘川さくら学園（義務教育学校）
- 白川村立白川郷学園（義務教育学校）
- 飛騨市立山之村小中学校（併設型小中一貫校）
- 岐阜市立芥見東小学校 岐阜市立藍川東中学校（連携型小中一貫校）
- 岐阜市立厚見小学校・岐阜市立厚見中学校（連携型小中一貫校）
- 大垣市立東小学校・大垣市立東中学校（連携型小中一貫校）
- 多治見市立笠原小学校・多治見市立笠原中学校（連携型小中一貫校）
- 土岐市立濃南小学校・土岐市立濃南中学校（連携型小中一貫校）

#### 静岡県
- 静岡市立井川小中学校[24]
- 静岡市立梅ケ島小中学校[24]
- 静岡市立大河内小中学校[24]
- 静岡市立大川小中学校[24]
- 静岡市立玉川小中学校[24]
  - 静岡市内では2022年度を目途にすべての小中学校を一貫校化する予定[25]。
- 浜松市立引佐北部小学校・浜松市立引佐北部中学校（引佐北部小中学校）[26]
- 浜松市立庄内小学校・浜松市立庄内中学校（庄内学園）[26]
- 浜松市立中部小学校・浜松市立中部中学校（浜松中部学園）[26]
- 沼津市立静浦小学校・沼津市立静浦中学校（沼津市立静浦小中一貫学校）[27]
- 伊豆市立土肥小中一貫校（義務教育学校）
- 川根本町立三ツ星学園（義務教育学校）
- 川根本町立光の森学園（義務教育学校）

#### 愛知県
- 名古屋市立笹島中学校・名古屋市立笹島小学校
- 日進市立日進北中学校・日進市立竹の山小学校
- 飛島村立飛島学園（義務教育学校）
- 新城市立千郷中学校・新城市立千郷小学校

#### 三重県
- 津市立みさとの丘学園

#### 滋賀県
- 彦根市立鳥居本小学校・中学校（鳥居本学園）
- 長浜市立虎姫学園
- 長浜市立余呉小中学校(愛称・鏡岡学園)
- 高島市立高島小学校・中学校（高島学園）

#### 京都府
- 宇治市立宇治小学校・宇治市立黄檗中学校（愛称・宇治黄檗学園）
- 亀岡市立育親学園（義務教育学校）
- 亀岡市立亀岡川東学園（義務教育学校）
- 京都市立大原小中学校（京都大原学院）（義務教育学校）
- 京都市立花背小中学校（義務教育学校）
- 京都市立開睛小中学校（東山開睛館）（義務教育学校）
- 京都市立凌風小中学校（凌風学園）（義務教育学校）
- 京都市立東山泉小中学校（義務教育学校）
- 京都市立向島秀蓮小中学校（義務教育学校）
- 京都市立宕陰小中学校（義務教育学校）
- 京都市立京都京北小中学校（義務教育学校）
- 福知山市立大江小学校・福知山市立大江中学校（福知山市立大江学園）
- 福知山市立夜久野小学校・福知山市立夜久野中学校（夜久野学園）

#### 大阪府
- 池田市立ほそごう学園（義務教育学校）
- 大阪市立矢田小学校・矢田南中学校（愛称：やたなか小中一貫校）[28]
- 大阪市立啓発小学校・中島中学校（愛称：小中一貫校　むくのき学園）[28]
- 大阪市立新今宮小学校・今宮中学校（愛称：いまみや小中一貫校）[28]
- 大阪市立淡路中学校・大阪市立西淡路小学校（愛称：小中一貫　須賀の森学園）※隣接型（連携型）[28]
- 大阪市立浪速小学校・日本橋中学校（愛称：日本橋小中一貫校）[28]
- 大阪市立南港みなみ小学校・大阪市立南港南中学校（愛称：咲洲みなみ小中一貫校）[28]
- 大阪市立田島南小学校・田島中学校（愛称：田島南小中一貫校）
- 大阪市立大池小学校・大阪市立大池中学校（愛称：小中一貫校大池学園）※連携型
- 大阪市立義務教育学校生野未来学園（義務教育学校）
- 八尾市立高安小中学校（義務教育学校）[29]
- 堺市立さつき野小学校・中学校（愛称：さつき野学園）
- 堺市立大泉小学校・中学校（愛称：大泉学園)
- 吹田市立竹見台中学校・吹田市立千里たけみ小学校・吹田市立桃山台小学校 （愛称：千里みらい夢学園）※連携型
- 箕面市立止々呂美小学校・中学校（愛称：とどろみの森学園）
- 箕面市立彩都の丘小学校・中学校（愛称：彩都の丘学園）
- 柏原市立堅上中学校・柏原市立堅上小学校
- 貝塚市立第五中学校・貝塚市立二色小学校
- 能勢町立能勢ささゆり学園（義務教育学校）
- 守口市立さつき学園（義務教育学校）
- 和泉市立南松尾はつが野学園（義務教育学校）
- 和泉市立槇尾学園（義務教育学校）
- 河内長野市立南花台中学校・河内長野市立南花台小学校（愛称：つばめの学校）※施設一体型

#### 奈良県
- 奈良市立富雄第三中学校・奈良市立富雄第三小学校
- 奈良市立田原小中学校
- 御所市立葛小中学校
- 奈良市立月ヶ瀬小中学校
- 王寺町立王寺北義務教育学校
- 王寺町立王寺南教育学校

#### 兵庫県
- 神戸市立義務教育学校港島学園 （義務教育学校）
- 神戸市立義務教育学校八多学園 （義務教育学校）
- 小野市立小野小学校・小野市立小野東小学校・小野市立小野中学校[30]
- 小野市立河合中学校・小野市立河合小学校[30]
- 小野市立来住小学校・小野市立市場小学校・小野市立小野南中学校[30]
- 小野市立大部小学校・小野市立中番小学校・小野市立下東条小学校・小野市立旭丘中学校[30]
- 高砂市立高砂中学校・高砂市立高砂小学校
- 姫路市立白鷺小中学校 （義務教育学校）
- 姫路市立四郷学院 （義務教育学校）
- 姫路市立豊富小中学校 （義務教育学校）
- 加東市立東条学園小中学校 （義務教育学校）
- 加東市立社学園中学校・加東市立社学園小学校
- 明石市立高丘中学校・明石市立高丘東小学校・明石市立高丘西小学校（高丘小中一貫教育校）[31]
- 加古川市立義務教育学校両荘みらい学園(義務教育学校)
- 西宮市立総合教育センター付属西宮浜義務教育学校 （義務教育学校）
- 養父市立関宮学園 （義務教育学校）
- 豊岡市立八条小学校・豊岡市立三江小学校・豊岡市立新田小学校・豊岡市立中筋小学校・豊岡市立神美小学校・豊岡市立豊岡小学校・豊岡市立豊岡南中学校[32]
- 豊岡市立田鶴野小学校・豊岡市立五荘小学校・豊岡市立豊岡小学校・豊岡市立豊岡北中学校[32]
- 豊岡市立港小学校・豊岡市立港中学校[32]
- 豊岡市立城崎小学校・豊岡市立城崎中学校[32]
- 豊岡市立竹野学園 （義務教育学校）
- 豊岡市立府中小学校・豊岡市立八代小学校・豊岡市立日高小学校・豊岡市立日高東中学校[32]
- 豊岡市立三方小学校・豊岡市立清滝小学校・豊岡市立日高西中学校[32]
- 豊岡市立弘道小学校・豊岡市立福住小学校・豊岡市立寺坂小学校・豊岡市立小坂小学校・豊岡市立小野小学校・豊岡市立出石中学校[32]
- 豊岡市立合橋小学校・豊岡市立資母小学校・豊岡市立但東中学校[32]

#### 和歌山県
- 和歌山市立伏虎義務教育学校
- 橋本市立橋本小学校・橋本市立橋本中学校

#### 鳥取県
- 鳥取市立湖南学園（義務教育学校）[33]
- 鳥取市立鹿野学園（義務教育学校）[33]
- 鳥取市立福部未来学園（義務教育学校）[33]
- 若桜町立若桜学園
- 鳥取市立江山学園（義務教育学校）
- 江府町立奥大山江府学園（義務教育学校）
- 日野町立日野学園（義務教育学校）

#### 島根県
- 松江市立義務教育学校八束学園(義務教育学校)
- 松江市立義務教育学校玉湯学園（義務教育学校)
- 松江市立本庄小学校・本庄中学校（本庄水辺の学園）[34]
- 松江市立八雲小学校・八雲中学校（やくも意宇学園）[34]
- 松江市立中央小学校・雑賀小学校・第三中学校（まつえ天神川学園）[34]
- 松江市立城北小学校・内中原小学校・法吉小学校・生馬小学校・第一中学校（千鳥の杜学園）[34]
- 松江市立竹矢小学校・大庭小学校・湖東中学校（湖東かんなび学園）[34]
- 松江市立古江小学校・大野小学校・秋鹿小学校・湖北中学校（湖北白鳥学園）[34]
- 松江市立母衣小学校・川津小学校・朝酌小学校・持田小学校・第二中学校（嵩の杜学園）[34]
- 松江市立乃木小学校・忌部小学校・湖南中学校（まつえ湖南学園）[34]
- 松江市立津田小学校・古志原小学校・第四中学校（津田古志原夢きぼう学園）[34]
- 松江市立恵曇小学校・佐太小学校・鹿島東小学校・鹿島中学校（鹿島ふれあい学園）[34]
- 松江市立島根小学校・島根中学校（しまね潮風学園）[34]
- 松江市立美保関小学校・美保関中学校（海と朝日の美保関学園）[34]
- 松江市立宍道小学校・来待小学校・宍道中学校（宍道みずうみ学園）[34]
- 松江市立出雲郷小学校・揖屋小学校・意東小学校・東出雲中学校（ほっとハート東出雲学園）[34]
- 知夫村立知夫小中学校

#### 岡山県
- 岡山市立蛍明小学校・岡山市立足守中学校（あしもり学園）
- 岡山市立山南学園（義務教育学校）
- 備前市立三石小学校・備前市立三石中学校（三石学園）[35]
- 備前市立伊里小学校・備前市立伊里中学校（伊里学園）[36]
- 美咲町立旭学園（美咲町立旭小中一貫教育校）（義務教育学校）[37][38]
- 美咲町立加美小学校・美咲町立美咲中央小学校・美咲町立中央中学校（美咲町立中央小中一貫教育校）[38]
- 美咲町立柵原学園（美咲町立柵原小中一貫教育校）（義務教育学校）[37][38]

#### 広島県
- 呉市立警固屋小学校・中学校（通称:警固屋学園）
- 呉市立呉中央小学校・中学校（通称:呉中央学園）
- 府中市立府中学園（義務教育学校）
- 府中市立府中明郷学園（義務教育学校）
- 福山市立鞆の浦学園（義務教育学校）

#### 山口県
- 岩国市立東小学校・岩国市立東中学校
- 萩市立三見小学校・萩市立三見中学校（萩市立小中一貫教育校 三見小中学校）[39]
- 萩市立大井小学校・萩市立大井中学校（萩市立小中一貫教育校 大井小中学校）[39]
- 萩市立大島小学校・萩市立大島中学校（萩市立小中一貫教育校 大島小中学校）[39]
- 萩市立相島小学校・萩市立相島中学校（萩市立小中一貫教育校 相島小中学校）[39]
- 萩市立見島小学校・萩市立見島中学校（萩市立小中一貫教育校 見島小中学校）[39]
- 萩市立福栄小学校・萩市立福栄中学校（萩市立小中一貫教育校 福栄小中学校）[39]
- 美祢市立伊佐小学校・美祢市立伊佐中学校（美祢市立小中一貫教育校 伊佐小中学校）[40]
- 美祢市立厚保小学校・美祢市立厚保中学校（美祢市立小中一貫教育校 厚保小中学校）[40]
- 美祢市立大嶺小学校・美祢市立麦川小学校・美祢市立豊田前小学校・美祢市立大嶺中学校（美祢市立小中一貫教育校 大嶺小中学校）[40]
- 美祢市立於福小学校・美祢市立於福中学校（美祢市立小中一貫教育校 於福小中学校）[40]
- 美祢市立大田小学校・美祢市立綾木小学校・美祢市立淳美小学校・美祢市立美東中学校（美祢市立小中一貫教育校 美東小中学校）[40]
- 美祢市立秋吉小学校・美祢市立秋芳桂花小学校・美祢市立秋芳中学校（美祢市立小中一貫教育校 秋芳小中学校）[40]

#### 徳島県
- 那賀町立木頭小学校・那賀町立木頭中学校（通称：木頭学園）
- 佐那河内村立佐那河内小学校・佐那河内村立佐那河内中学校

#### 香川県
- 高松市立高松第一小学校・中学校（通称：高松第一学園）
- 東かがわ市立白鳥小中学校

#### 愛媛県
- 松山市立興居島小中学校
- 松山市立日浦小中学校
- 八幡浜市立双岩小中学校
- 八幡浜市立真穴小中学校
- 新居浜市立別子小中学校
- 四国中央市立新宮小中学校
- 鬼北町立日吉小中学校
- 大洲市立平野小学校・大洲市立平野中学校[41]
- 高知県宿毛市愛媛県南宇和郡愛南町篠山小中学校組合立篠山小学校・中学校

#### 高知県
- 高知市立義務教育学校行川学園（義務教育学校）
- 高知市立義務教育学校土佐山学舎（義務教育学校）
- 大豊町立大豊学園（義務教育学校）
- 馬路村立魚梁瀬小中学校
- 大川村立大川小中学校（義務教育学校）
- 梼原町立梼原小中学校（愛称：梼原学園）

#### 福岡県
- 篠栗町立北勢門小学校・篠栗町立篠栗北中学校
- 福岡市立北崎小学校・福岡市立北崎中学校
- 福岡市立玄界小中学校
- 福岡市立小呂小中学校
- 福岡市立照葉小中学校
- 福岡市立舞鶴小中学校
- 福岡市立住吉小中学校
- 福岡市立能古島小中学校[42]
  - 福岡市立能古小学校
  - 福岡市立能古中学校
- 飯塚市立小中一貫校頴田校
- 飯塚市立小中一貫校幸袋校
- 飯塚市立小中一貫校穂波東校
- 飯塚市立小中一貫校飯塚鎮西校
- 宗像市立大島学園（義務教育学校）
- 宗像市立玄海小学校・中学校
- 田川市立小中一貫校猪位金学園
- 八女市立上陽北汭学園（義務教育学校）
- 八女市立矢部清流学園（義務教育学校）
- 八女市立みさき学園（義務教育学校）
- 福智町立金田義務教育学校（義務教育学校）
- 香春町立香春思永館（義務教育学校）
- 東峰村立東峰学園

#### 佐賀県
- 佐賀市立小中一貫校芙蓉校
- 佐賀市立小中一貫校北山校
- 佐賀市立小中一貫校思斉館
- 佐賀市立小中一貫校富士校
- 佐賀市立小中一貫校松梅校
- 佐賀市立小中一貫校三瀬校
- 唐津市立七山小中学校
- 唐津市立小川小中学校
- 多久市立東原庠舎中央校（義務教育学校）
- 多久市立東原庠舎東部校（義務教育学校）
- 多久市立東原庠舎西渓校（義務教育学校）
- 伊万里市立東陵学園（義務教育学校）
- 伊万里市立小中一貫校滝野校
- 小城市立小中一貫校芦刈観瀾校
- 玄海町立玄海みらい学園
- 大町町立小中一貫校大町ひじり学園（義務教育学校）

#### 長崎県
- 長崎市立野母崎小学校・長崎市立野母崎中学校（愛称・青潮学園）
- 五島市立奈留小中学校
- 小値賀町立小値賀小学校・小値賀町立小値賀中学校
- 佐世保市立広田小学校・佐世保市立広田中学校[43]
- 佐世保市立金比良小学校・佐世保市立光海中学校[43]
- 佐世保市立小佐々小学校・佐世保市立楠栖小学校・佐世保市立小佐々中学校[43]
- 佐世保市立黒島小中学校（義務教育学校）[43]
- 佐世保市立浅子小中学校（義務教育学校）[43]

#### 熊本県
- 熊本市立富合中学校・熊本市立富合小学校
- 熊本市立河内中学校・熊本市立河内小学校
- 熊本市立芳野中学校・熊本市立芳野小学校
- 熊本市立江南中学校・熊本市立向山小学校
- 宇土市立網田中学校・宇土市立網田小学校
- 宇城市立豊野小中学校
- 八代市立泉小中学校（愛称・いずみ学園）
- 産山村立産山学園（義務教育学校）
- 和水町立三加和小中学校
- 高森町立高森東学園義務教育学校（義務教育学校）
- 小国町立小国小学校・小国町立小国中学校
- 水上村立水上学園（義務教育学校）
- 球磨村立球磨清流学園（義務教育学校）

#### 大分県
- 大分市立賀来小中学校
- 大分市立碩田学園
- 佐伯市立八幡小学校・佐伯市立彦陽中学校
- 佐伯市立東雲小学校・佐伯市立東雲中学校
- 佐伯市立本匠小学校・佐伯市立本匠中学校
- 佐伯市立宇目緑豊小学校・佐伯市立宇目緑豊中学校
- 佐伯市立直川小学校・佐伯市立直川中学校
- 佐伯市立松浦小学校・佐伯市立鶴見中学校
- 佐伯市立米水津小学校・佐伯市立米水津中学校
- 蒲江翔南学園
  - 佐伯市立蒲江翔南小学校・佐伯市立蒲江翔南中学校
- 日田市立大明小学校・日田市立大明中学校（愛称・修明校）
- 日田市立津江小学校・日田市立津江中学校
- 日田市立大山小学校・日田市立大山中学校
- 豊後高田市立戴星学園
  - 豊後高田市立都甲小学校・豊後高田市立都甲中学校
- 国東市立志成学園

#### 宮崎県
- 延岡市立島野浦学園（義務教育学校）
- 延岡市立北方学園（併設型一貫教育校）
  - 延岡市立北方学園小学校
  - 延岡市立北方学園中学校（前身校：延岡市立北方中学校）
- 延岡市立黒岩小中学校
  - 延岡市立黒岩小学校
  - 延岡市立黒岩中学校
- 延岡市立上南方小中学校
  - 延岡市立上南方小学校
  - 延岡市立南方中学校
- 延岡市立三川内小中学校
  - 延岡市立三川内小学校
  - 延岡市立三川内中学校
- 日向市立平岩小中学校（併置型一貫教育校）
  - 日向市立平岩小学校
  - 日向市立岩脇中学校
- 日向市立大王谷学園（併設型一貫教育校）
  - 日向市立大王谷小学校
  - 日向市立大王谷中学校
- 日向市立東郷学園（併設型一貫教育校）
  - 日向市立東郷小学校
  - 日向市立東郷中学校
- 日南市立北郷小学校・日南市立北郷中学校
- 美郷町立美郷北義務教育学校（義務教育学校）
- 美郷町立西郷義務教育学校（義務教育学校）
- 美郷町立美郷南学園（併設型一貫教育校）
- 新富町立新田小中学校

#### 鹿児島県
- 出水市立鶴荘学園（義務教育学校）
- 鹿児島市立錫山小中学校
- 鹿屋市立小中一貫校花岡学園
- 肝付町立岸良学園（義務教育学校）
- 薩摩川内市立東郷学園義務教育学校（義務教育学校）
- 日置市立日吉学園（義務教育学校）
- 三島村立三島硫黄島学園（義務教育学校）
- 三島村立三島竹島学園（義務教育学校）
- 三島村立三島大里学園（義務教育学校）
- 三島村立三島片泊学園（義務教育学校）
- 南さつま市立坊津学園（義務教育学校）
- 南さつま市立金峰学園（義務教育学校）

#### 沖縄県
- 名護市立久志小学校・久志中学校（名護市立小中一貫教育校「緑風学園」）[44]
- 名護市立屋我地小学校・名護市立屋我地中学校（名護市立小中一貫教育校「屋我地ひるぎ学園」）[44]
- 宮古島市立伊良部島小学校・中学校（結の橋学園）

※過疎地の慣習的な小中一貫校（小中一貫教育について特異な言及がなされていない学校）は除外した。

### 私立学校

#### 北海道
- いずみの学校初等部・中等部

#### 宮城県
- 聖ウルスラ学院英智小学校・中学校

#### 福島県
- 郡山ザベリオ学園小学校・中学校

#### 茨城県
- 水戸英宏小学校・水戸英宏中学校
- 青葉台初等・中等学部

#### 東京都
- サレジオ小学校・中学校
- 清明学園初等学校・中学校
- 武蔵野東小学校・中学校
- 東京シューレ江戸川小学校・東京シューレ葛飾中学校

#### 神奈川県
- 聖ステパノ学園小学校・中学校

#### 福井県
- かつやま子どもの村小学校・中学校

#### 山梨県
- 南アルプス子どもの村小学校・中学校

#### 長野県
- グリーン・ヒルズ小学校・中学校
- 才教学園小学校・中学校
- どんぐり向方小学校・中学校

#### 和歌山県
- きのくに子どもの村学園小学校・中学校

#### 岡山県
- のびのび小学校・吉備高原希望中学校

#### 福岡県
- 北九州子どもの村小学校・中学校

#### 長崎県
- 長崎精道小学校・中学校
- 精道三川台小学校・中学校
- ながさき東そのぎ子どもの村小学校・中学校
- 九州文化学園小学校・中学校

#### 沖縄県
- 沖縄三育小学校・沖縄三育中学校
- 沖縄アミークスインターナショナル小学校・中学校（2014年4月1日中学校開校）

## 関連図書
- 山本由美・藤本文朗・佐貫浩 編 編『これでいいのか　小中一貫校 --その理論と実態』（初版）新日本出版社、2011年9月。ISBN 978-4406055055。